# Jade Picon
Jade Picon Froes (São Paulo, 24 de septiembre de 2001) es una actriz, empresaria, influencer digital y modelo brasileña, que ganó notoriedad en los medios digitales. En 2022, participó de la vigésima segunda edición de Big Brother Brasil, de TV Globo, y debutó como actriz en la telenovela Travessia, interpretando a Chiara, uno de los personajes principales de la trama.

## Carrera
Picon nació en la ciudad de São Paulo el 24 de septiembre de 2001, la hija menor de Carlos Picon, empresario, y Monica Santini Froes, agrónoma. Su hermano, Léo Picon, es un influencer digital, nacido en 1996. Jade comenzó a trabajar como modelo de fotografía cuando era bebé, dedicándose a tal carrera hasta los 7 años. Después de eso, apareció en videos y publicaciones hechas por su hermano en Orkut y YouTube, que tuvieron mucha repercusión. Esto favoreció la carrera de Picon, quien a los 13 años ya tenía su independencia económica, y con los años también había ganado millones de seguidores en sus redes sociales. En 2019, lanzó su propia marca de ropa, Jade² (también estilizada como JadeJade). A los 20 años, Picon se hizo millonario.
En 2022, fue elegida para la vigésima segunda temporada de Gran Hermano Brasil. Uno de los participantes del grupo "Camarote", que reúne a celebridades (ya conocidas en los medios y por el público) invitadas directamente por el equipo del programa. Fue la séptima eliminada con el 84,93% de los votos en un muro contra el actor y cantante Arthur Aguiar y la bióloga y profesora Jessilane, quedando en el puesto 14. Posteriormente, Picon hizo su debut actoral después de ser elegida como Chiara Guerra en la telenovela Travessia de TV Globo.[14] Hubo críticas en torno a su casting, a lo que los revisores afirmaron que no tenía DRT ni experiencia en el área de especialización.

## Filmografía
| Año  | Título             | Role          | notas                   | Ref. |
| ---- | ------------------ | ------------- | ----------------------- | ---- |
| 2022 | Big Brother Brasil | Participante  | Temporada 22: 14º lugar |      |
| 2022 | Travesía           | Chiara Guerra | -                       |      |